# Крітенко Юрій Григорович
Юрій Григорович Крітенко (Критенко)  (*4 липня 1938, Київ — †4 грудня 1997, Київ) — український актор. Заслужений артист України. Батько українського актора, телеведучого Юрія Крітенка та українсько-німецького режисера, драматурга Андрія Крітенка.

## Життєпис
Народився у Києві на Трухановому острові (районі столиці, що був знищений під час Другої світової війни — при відступі фашистських окупантів з Києва восени 1943 р.). Закінчив Київський державний інститут театрального мистецтва ім. І. Карпенка-Карого у майстерні Мар'яна Крушельницького. Лауреат Національної Премії НДР. Працював у Київському Театрі юного глядача, в Українському драматичному театрі ім. І. Франка, був актором Київської кіностудії ім. О. Довженка.

Знявся у фільмах:
- «Тарас Шевченко» (1951),
- «Нерозлучні друзі» (1953, боцман),
- «Педагогічна поема» (1955),
- «Між добрими людьми» (1962, Тихонюк),
- «Два дні чудес» (К/с ім. М.Горького, 1970, головний лікар),
- «Втеча з палацу» (1975),
- «Така вона, гра» (1976, адміністратор),
- «Тачанка з півдня» (1977),
- «Бачу ціль» (1978, т/ф),
- «Дивна відпустка» (1980, т/ф, 3 а),
- «Ніжність до ревучого звіра» (т/ф),
- «Стрибок» (1985),
- «Контрудар» (1985, Кальченко),
- «Поранені камені» (1987, ротмістр),
- «Дорога до пекла» (1988)
- «Серця трьох» (1992),
- «Злочин з багатьма невідомими» (1993, т/ф, 7 а),
- «Геть сором!» (1994) та ін.

Був членом Спілки кінематографістів України.
Похований на Лісовому цвинтарі у Києві.